# Claudia Durastanti
Claudia Durastanti (New York, 1984. június 8. –) olasz író és műfordító.

## Fiatalkora
Brooklyn Bensonhurst negyedében született két siket olasz szülő gyermekeként, akik 1990-ben elváltak. Válásuk után Durastanti (6 éves korában) édesanyjával a dél-olaszországi Basilicata régióba költözött. Ezt és életének más aspektusait (például azt az esetet, amikor apja gyerekkorában elrabolta őt) a La Straniera című félig önéletrajzi regényében (angolul Strangers I Know címmel jelent meg) írja le.
Durastanti kulturális antropológiát tanult a római Sapienza Egyetemen, majd a leicesteri De Montfort Egyetemen folytatta tanulmányait. Ezután visszatért Rómába, ahol mesterdiplomát szerzett kiadói és újságírói szakon.

## Pályafutása
Durastanti a La Straniera (La nave di Teseo, 2019) című művével a 2019-es Strega-díj és Viareggio-díj jelöltjei közé került. A könyvet huszonegy nyelvre fordították le, és tévésorozatot is forgatnak belőle.
Munkái a Granta, a Los Angeles Review of Books folyóiratokban és a The Serving Library-ban jelentek meg.
A Torinói Nemzetközi Könyvvásár vezetőségi tagja, és társalapítója a londoni Olasz Irodalmi Fesztiválnak.
Lefordította Joshua Cohen és Donna Haraway műveit, valamint Ocean Vuong On Earth We're Briefly Gorgeous és F. Scott Fitzgerald The Great Gatsby című művét.
Zenei rovatot ír az Internazionale című lapba, és kurátorként dolgozik a Laura Lepetit által 1975-ben alapított La Tartaruga nevű feminista kiadványban.

## Magánélete
Élete különböző szakaszaiban Brooklynban, Basilicatában, Londonban és Rómában élt. A Strangers I Know megjelenése után rövid ideig New Yorkban élt a COVID-19 világjárvány idején, majd visszaköltözött Rómába, ahol 2023 januárjától él.

## Művei

### Olaszul
- Un giorno verrò a lanciare sassi alla tua finestra, Venezia, Marsilio, 2010 ISBN 978-88-317-0572-1
- A Chloe, per le ragioni sbagliate, Venezia, Marsilio, 2013 ISBN 978-88-317-1670-3
- Cleopatra va in prigione, Roma, minimum fax, 2016 ISBN 978-88-7521-745-7
- La straniera, Milano, La nave di Teseo, 2019 ISBN 978-88-93447-75-1[6]

#### Angolul
- Cleopatra Goes To Prison, translator Christine Donougher, Dublin : The Dedalus Press, 2020. ISBN 9781910213964
- Strangers I Know, translator Elizabeth Harris, Fitzcarraldo Editions, January 2022.[12]

### Magyarul megjelent
- Ismerős idegenek (La straniera) – Magvető, Budapest, 2024 (Határhelyzetek sorozat)· ISBN 9789631443936 · Fordította: Todero Anna

## Fordítás
- Ez a szócikk részben vagy egészben  a   Claudia Durastanti című angol Wikipédia-szócikk fordításán alapul.  Az eredeti cikk szerkesztőit annak laptörténete sorolja fel. Ez a jelzés csupán a megfogalmazás eredetét és a szerzői jogokat jelzi, nem szolgál a cikkben szereplő információk forrásmegjelöléseként.